# Estación de Cenicero-San Isidro
Cenicero-San Isidro es un apeadero ferroviario situado en la ciudad española de Cenicero en la comunidad autónoma de La Rioja. Esta estación no dispone de ningún tipo de servicio ferroviario desde julio de 2013.

## Situación ferroviaria
La estación se encuentra en el punto kilométrico 103,1 de la línea férrea que une Castejón con Bilbao por Logroño y Miranda de Ebro.

## Historia

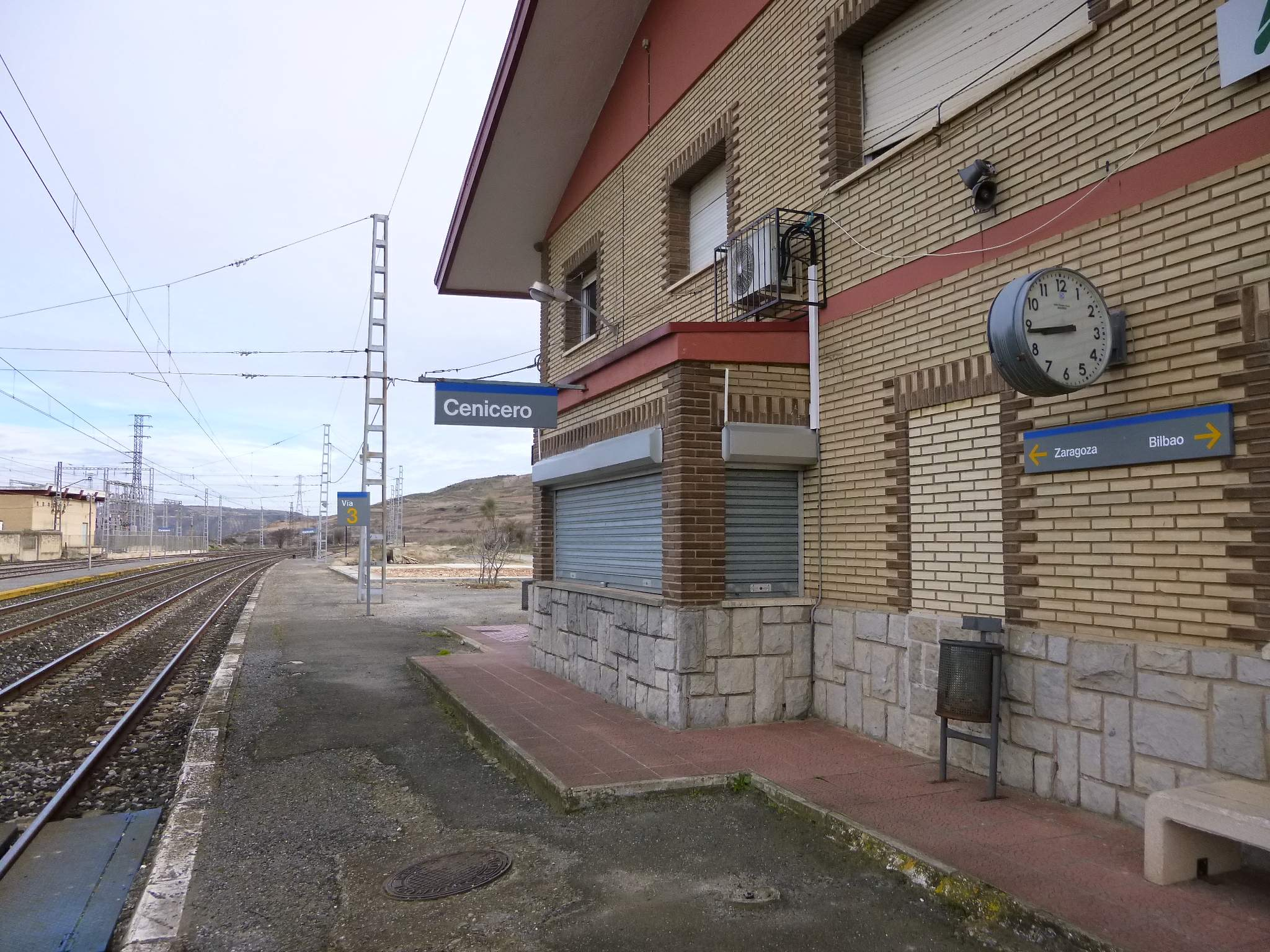
La antigua estación de Cenicero. 02-03-2014.

El apeadero fue abierto en septiembre del 2004 por RENFE. Fue creado para sustituir la estación de Cenicero inaugurada el 30 de agosto de 1863 con la apertura del tramo Castejón-Orduña de la línea férrea que pretendía unir Castejón con Bilbao, al considerar que la misma se encontrada demasiado alejada del casco urbano. Desde el 31 de diciembre de 2004 Renfe explota la línea mientras que Adif es la titular de las instalaciones ferroviarias. 

## Servicios ferroviarios

### Media Distancia
El tráfico de Media Distancia con parada en la estación es nulo.